# Simon Vallot
Pour les articles homonymes, voir Vallot.
Simon Vallot est un architecte et ingénieur français né le 2 mars 1772 à Dijon et mort le 9 décembre 1847 à Paris.

## Biographie
En 1795, il est l'élève de Jean-Nicolas-Louis Durand (1760-1834) à l'école Polytechnique. 
Il remporte le Grand prix de Rome en 1800, ex aequo avec Jean-François-Julien Mesnager sur le sujet de concours : un institut des sciences et des arts.
En 1804, il est classé ingénieur des Ponts et Chaussées. Il est pensionnaire à la villa Médicis de 1805 à 1808.
Le décret du 1er et 8 août 1808 décide la construction d'un séminaire diocésain et d'une église paroissiale à La Roche-sur-Yon. Après plusieurs études, l'église est construite à partir de 1817 par Simon Vallot et Duvivier. Sa construction va durer jusqu'en 1829 faute de crédits. Elle est consacrée le 3 novembre 1830 sous le vocable Saint-Louis. Simon Vallot s'est inspiré de l'église Saint-Philippe-du-Roule construite par Jean-François-Thérèse Chalgrin à Paris.
À partir de 1811, il occupe la chaire de Construction à l'École des ponts et chaussées. Au départ de l'architecte Charles-François Mandar (1757-1844), Vallot doit abandonner son cours de construction à Barnabé Buisson pour celui d'architecture de l'École des Ponts et Chaussées, où il est nommé à la place de Mandar. Simon Vallot se plaint dans une lettre du 11 août 1820 au directeur général des Ponts et Chaussées et des Mines de cette nomination qu'il juge moins prestigieuse.
Entre 1824 et 1830, Simon Vallot, architecte de l'arrondissement de Sceaux, repense entièrement la charpente de l'ensemble de l'église paroissiale Saint-Éloi de Fresnes.
Entre 1821 et 1828, Simon Vallot succédera à l'architecte Jacques Cellerier qui est décédé en 1814, pour la réalisation du grand théâtre de Dijon commencé en 1809.